# Johan Wiklund
Johan Wiklund, är en svensk ekonom och professor i företagsekonomi vid Handelshögskolan i Stockholm.
Johan Wiklund är professor i företagsekonomi med särskild inriktning mot entreprenörskap vid Handelshögskolan i Stockholm.